# Дизон
Дизон (на френски: Dison) е селище в Югоизточна Белгия, окръг Вервие на провинция Лиеж. Населението му е около 14 200 души (2006).